# (16561) Rawls
(16561) Rawls est un astéroïde de la ceinture principale.

## Description
(16561) Rawls est un astéroïde de la ceinture principale. Il fut découvert le 3 novembre 1991 à Kitt Peak par le projet Spacewatch. Il présente une orbite caractérisée par un demi-grand axe de 2,93 UA, une excentricité de 0,05 et une inclinaison de 14,2° par rapport à l'écliptique.

## Compléments